# Peperomia tenuiramea
Peperomia tenuiramea är en pepparväxtart som beskrevs av C. Dc.. Peperomia tenuiramea ingår i släktet peperomior, och familjen pepparväxter. Inga underarter finns listade i Catalogue of Life.